# Національний парк «Моллем»
Моллем (англ. Mollem National Park) — один із національних парків Індії. Розташований у талуці Сангем штату Гоа вздовж кордону з Карнатакою, поблизу села Молем, за 57 км на схід від міста Панаджі. Площа становить 107 км [1].
Територія була оголошена національним парком у 1978 році, до цього мала статус заповідника. Рослинність є вічнозеленими тропічними і листяними лісами. Ссавці: мунтжаки, бенгальські тигри, леопарди, індійська макака, циветти, гаури, сірий лангур, індійська гігантська білка, дикобразові, аксис, індійський замбар та ін.
На території парку розташований найбільший в Індії водоспад Дудхсагар.

## Інтернет-ресурси
- Вікісховище має мультимедійні дані за темою: Національний парк «Моллем»